# Evergreen 20.000 TEU-type
De Evergreen 20.000 TEU-type (Golden-klasse) is een serie van 11 containerschepen gebouwd voor Evergreen Marine. De maximale theoretische capaciteit ligt tussen 20.124 en 20.388 Twenty Foot Equivalent Unit (TEU).

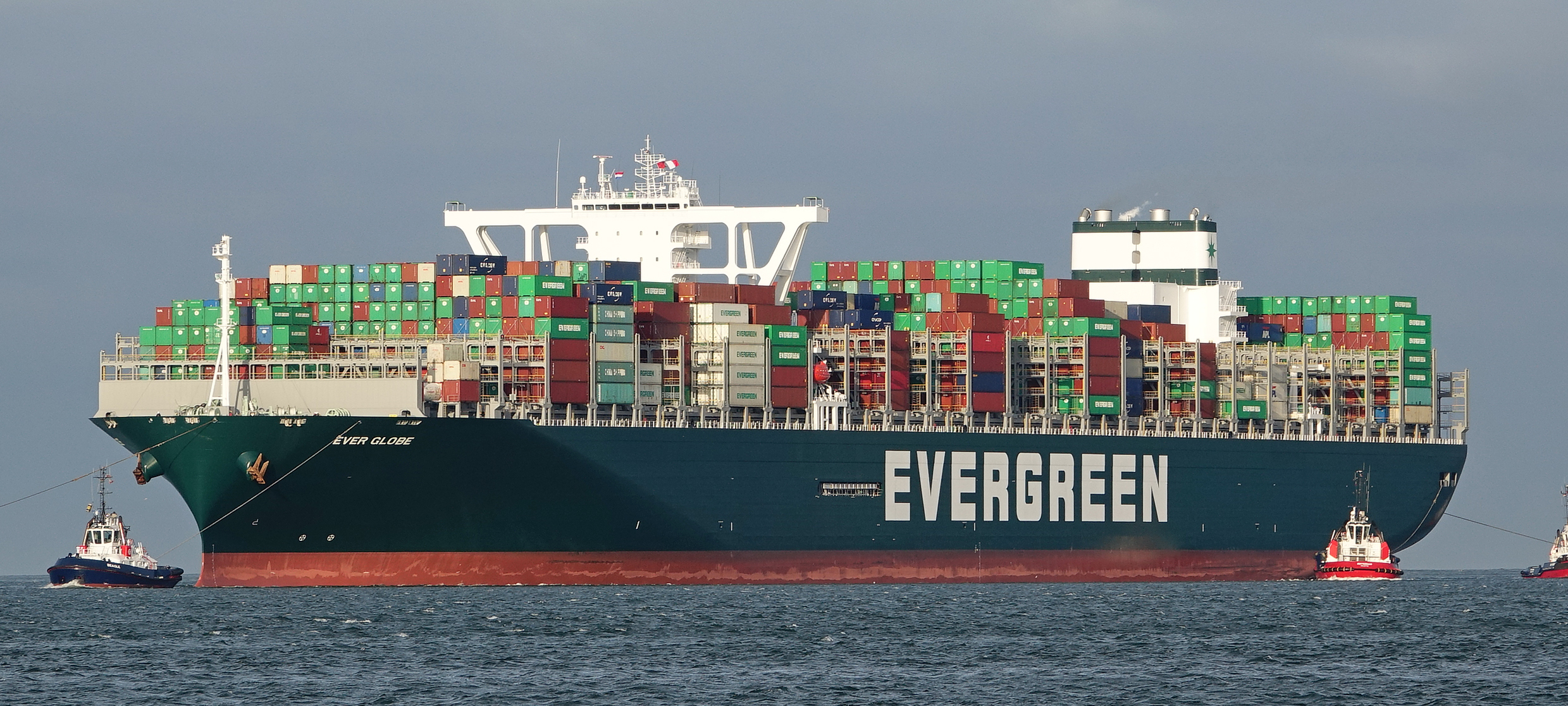
Containerschip Ever Globe bij de haven van Rotterdam (26 oktober 2019)

De schepen zijn gebouwd door Imabari Shipbuilding in Japan op twee verschillende werven in Saijo en Marugame. Het eerste schip dat werd opgeleverd was de Ever Golden op 30 maart 2018. Het schip had een capaciteit van 20.338 TEU.
Vanwege hun afmetingen behoren deze containerschepen tot de Malaccamax-klasse, waardoor ze volledig beladen door de Straat van Malakka en het Suezkanaal passen, maar niet door het Panamakanaal.

## Vloot
| naam                                      | IMO nummer                             | opgeleverd                             | status                                 |                                        |                                        |                                        |
| Imabari Shipbuilding Saijo scheepswerf    | Imabari Shipbuilding Saijo scheepswerf | Imabari Shipbuilding Saijo scheepswerf | Imabari Shipbuilding Saijo scheepswerf | Imabari Shipbuilding Saijo scheepswerf | Imabari Shipbuilding Saijo scheepswerf | Imabari Shipbuilding Saijo scheepswerf |
| ----------------------------------------- | -------------------------------------- | -------------------------------------- | -------------------------------------- | -------------------------------------- | -------------------------------------- | -------------------------------------- |
| Ever Golden                               | 9811012                                | 30 maart 2018                          | In service                             |                                        |                                        |                                        |
| Ever Genius                               | 9786815                                | 2 augustus 2018                        | In service                             |                                        |                                        |                                        |
| Ever Gifted                               | 9786827                                | 13 december 2018                       | In service                             |                                        |                                        |                                        |
| Ever Glory                                | 9786839                                | 9 mei 2019                             | In service                             |                                        |                                        |                                        |
| Ever Globe                                | 9786841                                | 10 september 2019                      | In service                             |                                        |                                        |                                        |
| Imabari Shipbuilding Marugame scheepswerf |                                        |                                        |                                        |                                        |                                        |                                        |
| Ever Goods                                | 9810991                                | 5 juni 2018                            | In service                             |                                        |                                        |                                        |
| Ever Given                                | 9811000                                | 25 september 2018                      | In service                             |                                        |                                        |                                        |
| Ever Grade                                | 9820855                                | 15 januari 2019                        | In service                             |                                        |                                        |                                        |
| Ever Gentle                               | 9820922                                | 16 maart 2019                          | In service                             |                                        |                                        |                                        |
| Ever Govern                               | 9832717                                | 9 juli 2019                            | In service                             |                                        |                                        |                                        |
| Ever Greet                                | 9832729                                | 15 oktober 2019                        | In service                             |                                        |                                        |                                        |